# Litauische nationale Wiederbelebung

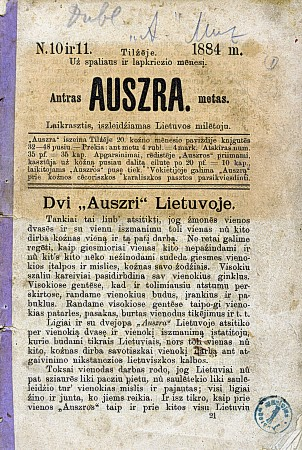
Auszra formulierte die Ideen des Nationalismus

Die litauische nationale Wiederbelebung, alternativ das litauische nationale Erwachen oder der litauische Nationalismus (litauisch: Lietuvių tautinis atgimimas), war eine Periode der Geschichte Litauens im 19. Jahrhundert, als ein Großteil der von Litauen bewohnten Gebiete zum Russischen Kaiserreich gehörte. Sie drückte sich in der zunehmenden Selbstbestimmung der Litauer aus, die zur Bildung der modernen litauischen Nation führte und in der Wiederherstellung eines unabhängigen litauischen Staates gipfelte. Zu den aktivsten Teilnehmern der nationalen Wiederbelebung gehörten Vincas Kudirka und Jonas Basanavičius. Die Zeit entsprach weitgehend dem Aufstieg des romantischen Nationalismus und anderer nationaler Wiederbelebungen im Europa des 19. Jahrhunderts.